# Vịnh Gonâve

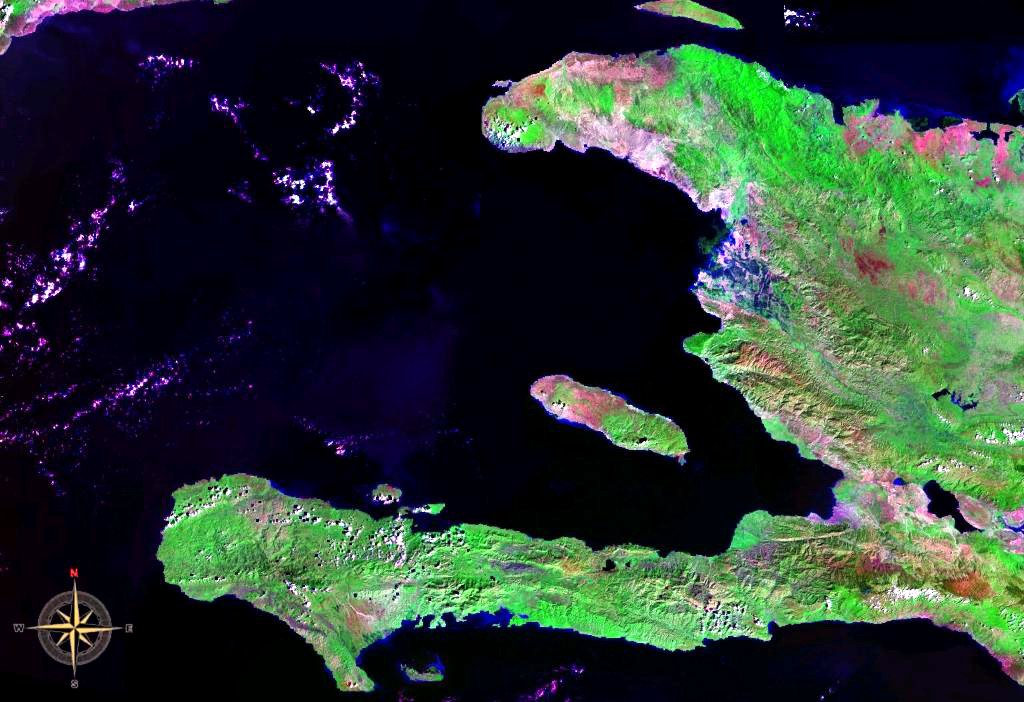
Vịnh Gonâve nhìn từ không gian

Vịnh Gonâve (tiếng Pháp: Golfe de la Gonâve) là một vịnh lớn dọc theo bờ biển phía tây của Haiti, tại .
Thành phố Port-au-Prince, thủ đô của Haiti nằm trên bờ vịnh này, cũng như các thành phố khác là Gonaïves, Saint-Marc, Miragoâne và Jérémie.
Trong vịnh có nhiều đảo, đảo lớn nhất là đảo Gonâve, sau đó là 2 đảo Cayemites nhỏ hơn.
Sông Artibonite - sông lớn nhất của Haiti và của đảo Hispaniola - chảy vào vịnh này.